# AK-176

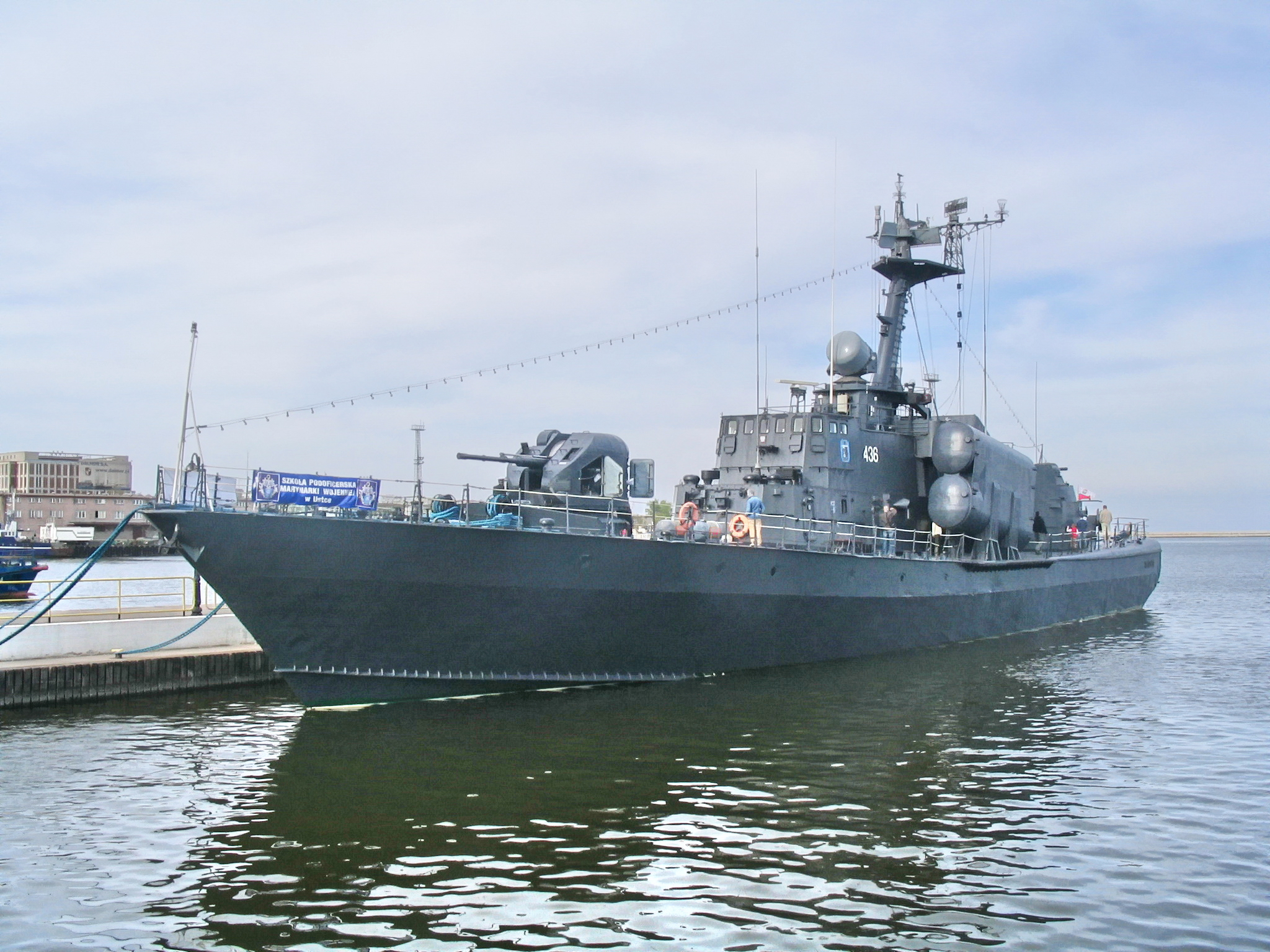
Tàu tuần tra lớp Tarantul

AK-176 là một loại pháo hải quân tự động gắn vào tháp kín dùng để chống lại các mục tiêu trên biển, trên bờ, trên không kể cả tên lửa chống tàu loại bay thấp. AK-176 thường được trang bị cho các tàu chiến cỡ nhỏ và hay được trang bị kèm hệ thống radar kiểm soát hỏa lực MR-123-02/76. Tuy nhiên, ngay cả khi thiếu hệ thống radar này, AK-176 vẫn có thể sử dụng tốt nhờ hệ thống kính ngắm quang học bên trong tháp pháo. Ngay cả trường hợp nguồn điện phục vụ khai hỏa bị hỏng, AK-176 vẫn có khả năng khai hỏa.
AK-176 được trang bị sẵn sàng 152 viên đạn. Có thể tùy chỉnh tốc độ bắn 30, 60 hoặc 120 phát/phút.
Cuối thập niên 1980, phiên bản nâng cấp AK-176M được trang bị hệ thống kiểm soát hỏa lực mới MR-123-02, một thiết bị ngắm vô tuyến và thiết bị đo tầm bắn bằng laser.
Hiện nay AK-176 vẫn được sản xuất và được xuất khẩu nhiều. Phía NATO có pháo Oto Melara 76 mm được xem là đồng cấp với AK-176.
Các Quốc gia sử dụng:
- Nga
- Algeria
- Bulgaria
- Trung Quốc
- Cameroon
- Ai Cập
- Ấn Độ
- Pakistan
- Romania
- Việt Nam
- Yemen